# Gueruca
Gueruca, (también denominada San Vicente), es un despoblado que actualmente forma parte del municipio de Condado de Treviño, en la provincia de Burgos, País Vasco (España).

## Localización
Se encontraba entre las localidades de Golernio y Meana.

## Historia
Documentado desde 1125, se desconoce cuándo se despobló.